# John Cederlund
John (Anders Johan) Cederlund, född 21 september 1880 i Sexdrega församling i Älvsborgs län, död 17 december 1971 i Oscars församling i Stockholm, var en svensk musiker och dirigent.
Som blott trettonårig, boende i Flen som fosterson till sin morbror gästgivaren Lars Johan Larsson, avlade Cederlund organistexamen i Linköping 1894 och tjänstgjorde sedan fem månader som organist i Jonsbergs församling i Östergötland vilket renderade honom en guldklocka. Antagen till Musikkonservatoriet 1897 med organistexamen 1899 samt kyrkosångar- och musiklärarexamen år 1900. Arbetade som pianolärare i Stockholm och studerade en tid 1906 för pianisten Conrad Ansorge i Berlin. Han var verksam vid Kungliga Hovkapellet i Stockholm från 1908 till 1922. Cederlund är författare till böckerna En liten bok om Flen (Vallinska bokhandeln, 1950) samt En musikers opera och andra minnen (Seelig & Co, 1947).
Cederlund ingick äktenskap med skådespelerskan Lilly Wasmouth 1912. Paret är gravsatta på Skogskyrkogården.